# The Vandals
The Vandals is een Amerikaanse punkband uit Huntington Beach, Californië. De groep werd in 1980 opgericht door gitarist Jan Nils Ackermann. Andere bandleden zijn zanger Stevo, bassist Steve Pfauter en drummer Joe Escalante. De samenstelling van de band kende verschillende wisselingen. In 1985 werd Dave Quackenbush zanger en verruilde Joe Escalante drums voor gitaar. Gitarist Warren Fitzgerald kwam in 1987 bij de band en drummer Josh Freese in 1989. Hiermee ontstond de samenstelling waarin de band nu meer dan twintig jaar samen is.

## Leden
- Dave Quackenbush - zang
- Warren Fitzgerald  - gitaar
- Joe Escalante  - basgitaar
- Josh Freese  - drums

## Discografie
- Peace Thru Vandalism (1982)
- When in Rome Do as the Vandals (1984)
- Slippery When Ill (1989) later als Play Really Bad Original Country Tunes (1999)
- Fear of a Punk Planet (1991)
- Sweatin' to the Oldies (1994)
- Live Fast Diarrhea (1995)
- The Quickening (1996)
- Oi To the World! (1996)
- Hitler Bad, Vandals Good (1998)
- Look What I Almost Stepped In... (2000)
- Internet Dating Superstuds (2002)
- Live at the House of Blues (2004)
- Hollywood Potato Chip (2004)